# Lee Rocker
Leon Drucker, conocido como Lee Rocker (Massapequa, Nueva York, 3 de agosto de 1961) es un músico contrabajista estadounidense. 

## Carrera musical
Tomó el seudónimo de Lee Rocker en 1979 cuando junto a Brian Setzer (guitarra y voz) y Slim Jim Phantom (batería) para formar el trío rockabilly Stray Cats. 
En 1983, luego de varios éxitos como ¨Runaway Boys¨, ¨Stray Cat Strut¨, ¨Sexy and 17¨ y ¨Rock This Town¨, el trío se disuelve. Rocker y Phantom se unen a Earl Slick, exguitarrista de David Bowie y forman otro trío llamado Phantom, Rocker & Slick con el cual en 1985 graban "Men without Shame" entre otros temas.
En 1986 vuelve Stray Cats, banda en la cual seguirán tocando hasta que en 1993 nuevamente se disuelven.
Colaboró en varios espectáculos con otros músicos, entre los cuales se destacan algunas reuniones de Stray Cats y el mítico Rockabilly Session, un concierto de Carl Perkins para la televisión inglesa en el cual tocaron George Harrison, Ringo Starr, Dave Edmunds, Slim Jim Phantom y Eric Clapton entre otros. 
En febrero de 2002 realizó una gira por USA junto a otra leyenda viva del rockabilly, Scotty Moore (primer guitarrista de Elvis Presley en su etapa de la Sun Records), la cual juntó al pasado y al presente del rockabilly, en lo que fue un homenaje al Rey del Rock que les llevó desde Cleveland (Ohio) hasta Memphis (Tennessee), pasando por ciudades como Omaha, Detroit, Chicago, Kansas City y Minneapolis entre otras.
Luego de la disolución de Stray Cats, Rocker continuó su carrera como solista grabando en 1994 el álbum Big Blue, al que le siguieron: Atomic Boogie Hour(1995), No Cats (1998), Lee Rocker Live(1999), Blue Suede Nights - Live Rockabilly(2002), Bulletproof (2003), Burning Love (2004) que venía acompañado de un CD-rom con vídeos inéditos, Racin' The Devil (2005), Black Cat Bone (2007) y el último de su colección: Night Train To Memphis (2012).